# Tadas Kararinas
Tadas Kararinas (Šilutė, 26 de julio de 1998) es un baloncestista lituano que actualmente juega en el Club Baloncesto Peñas Huesca de la Liga LEB Plata. Con 2,07 metros de estatura, juega en la posición de Pívot.

## Trayectoria deportiva
Es un pívot lituano formado en las categorías inferiores del Zalgiris Kaunas hasta 2015, cuando se marchó a Estados Unidos para formar en el Findlay College Prep de Henderson, Nevada, de la que formó parte durante dos temporadas. En 2017, ingresó en la Universidad Drexel, situada en Filadelfia, Pensilvania, donde jugaría durante cuatro temporadas la NCAA con los Drexel Dragons, desde 2017 a 2021.
En la temporada 2021-22, regresa a Lituana para jugar en el Palangos Kursiai de la Nacionalinė krepšinio lyga, la segunda división lituana, donde promedia 7,7 puntos y 4,4 rebotes por partido.
El 31 de marzo de 2023, firma por el  CB Almansa de la Liga LEB Oro.
El 11 de septiembre de 2023, firma por el BC Gargždai-SC de la Lietuvos Krepšinio Lyga.
El 24 de enero de 2024, firma por el Club Baloncesto Peñas Huesca de la Liga LEB Plata.

### Selección nacional
Kararinas sería internacional con la Selección de baloncesto de Lituania sub-16 y sub-20, con la que disputaría los Campeonatos de Europa de Baloncesto Sub-20 de 2017 y 2018.